# Imperatriz de Venda Nova
O Grêmio Recreativo e Escola de Samba Imperatriz de Venda Nova (GRES Imperatriz de Venda Nova) é uma escola de samba da cidade de Belo Horizonte, no estado brasileiro de Minas Gerais.

## História
A Imperatriz de Venda Nova  é a agremiação mais jovem do carnaval de Belo Horizonte, sendo fundada no dia 3 de junho de 2005.
Foi a terceira colocada do grupo B em 2010., repetindo a colocação em 2011. Em 2012, não desfilou.

## Carnavais
| Ano  | Colocação    | Grupo               | Enredo                          | Carnavalesco                                           |
| ---- | ------------ | ------------------- | ------------------------------- | ------------------------------------------------------ |
| 2010 | 3º lugar     | B (segunda divisão) | Imperatriz num Sonho de criança |                                                        |
| 2011 | 3º lugar     | B (segunda divisão) |                                 | Fabiano Augusto de Souza e Hebert Evangelista Sobrinho |
| 2011 | Não desfilou | Não desfilou        | Não desfilou                    | Não desfilou                                           |